# El Atazar
El Atazar település Spanyolországban, Madrid tartományban. El Atazar Valdepeñas de la Sierra, Patones, Cervera de Buitrago, Robledillo de la Jara és Puebla de la Sierra községekkel határos. Lakosainak száma 107 fő (2024).

## Népesség
A település népessége az utóbbi években az alábbiak szerint változott:
| Lakosok száma | 92   | 105  | 116  | 109  | 102  | 98   | 97   | 89   | 107  | 107  |
|               | 2001 | 2004 | 2007 | 2009 | 2012 | 2014 | 2017 | 2019 | 2022 | 2024 |